# Герб Хакасії

Герб Республіки Хакасія

Герб Республіки Хакасія є державним символом Республіки Хакасія. Прийнятий Парламентом Республіки 20 грудня 2006 року.

## Опис
Державний герб Республіки Хакасія являє собою зображення в срібному полі червленого (червоного) щита амазонок, тонко облямованого зеленню й з золотою нитковидною внутрішньою облямівкою, обтяженого срібним крилатим барсом, що йдуть, насторожі, тонко облямованим і прикрашеним золотом і вписаним у внутрішню облямівку. Щит супроводжується угорі золотим, зовні тонко облямованим солярним знаком (у вигляді безанту, укладеного у два кільця, причому від зовнішнього кільця відходять чотири непрямі промені) і оточений вінком із двох червлених березових галузей із зеленим листям. Унизу вінка, у проміжку між галузями, на зеленій стрічці зображений хакаський орнамент, виконаний золотом.